# Càrcabes
Les càrcabes són un instrument tradicional àrab de la família de les castanyoles construït amb petits discs de metall que es toquen percudint-los un contra l'altre. Els discs, d'uns 10 cm de diàmetre, estan units per una tija també fet de metall a on s'uneix un cordill que el músic lliga al voltant dels seus dits.
Són uns dels intruments tradicionals de la música gnawa que poden usar-se també per marcar ritmes hipnòtics en rituals religiosos del Marroc, Tunísia i Algèria.